# 宮崎県歯科医師会

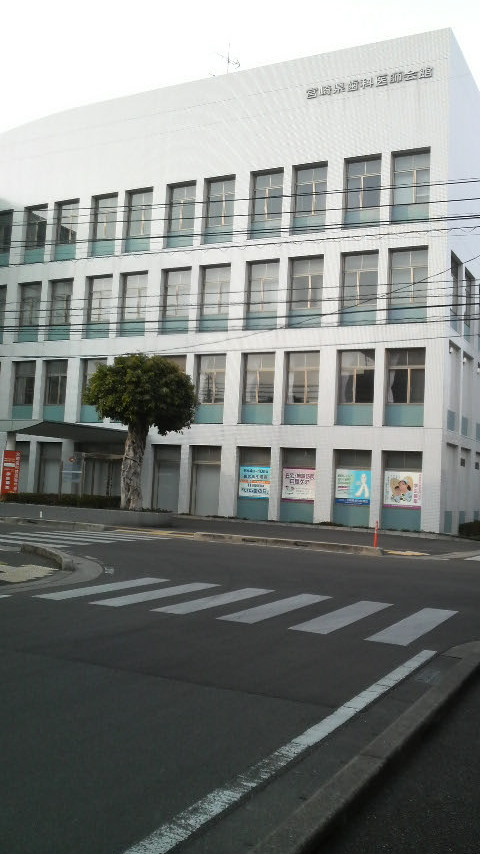
宮崎県歯科医師会館

一般社団法人宮崎県歯科医師会（みやざきけんしかいしかい 英称 Miyazaki Dental Association）は、宮崎県の歯科医師を会員とする法人。

## 本部所在地
- 〒880-0021 宮崎県宮崎市清水1-12-2

## 郡市歯科医師会
- 宮崎市郡歯科医師会 〒880-0021 宮崎市清水1-12-2
- 日南歯科医師会	〒887-0021 日南市中央通2丁目2-14
- 延岡市歯科医師会 〒882-0841 延岡市大瀬町3丁目4-5
- 小林えびの西諸歯科医師会 〒8894222 えびの市小田38-1
- 都城歯科医師会 〒885-0075 都城市八幡町11-3
- 日向市東臼杵郡歯科医師会
- 西都児湯歯科医師会
- 西臼杵郡歯科医師会